# Melcombe Horsey
Melcombe Horsey est une paroisse civile et un village du Dorset, en Angleterre.